# Wilkowisko (województwo lubuskie)
Wilkowisko (do 1945 niem. Wolfsdorf) – wieś w Polsce położona w województwie lubuskim, w powiecie żagańskim, w gminie Iłowa nad Lubatką w Puszczy Żagańskiej (Bory Dolnośląskie). 
W latach 1975–1998 miejscowość należała administracyjnie do województwa zielonogórskiego.
Po II wojnie światowej administracja samorządowa używała kilku zbliżonych do siebie form nazw wsi:
- 1948–1951: Wiłkowisko[4]
- 1951–1971[5]: Wiłkowiska
- 1964 – 1976: Wilkowiska[6]